# Amiskwia
Amiskwia sagittiformis es un animal pequeño y probablemente gelatinoso, de afiliación incierta, conocido originalmente a partir de fósiles del Cámbrico medio hallados en el esquisto de Burgess en la Columbia Británica en Canadá. Para este género se han nombrado dos especies, A. sagittiformis y A. sinica, esta última procedente del esquisto de Maotianshan en la provincia de Yunnan, en China.
El estado de conservación de los especímenes conocidos deja mucho que desear, y tan solo se han hallado unos ocho especímenes de la especie del esquisto de Burgess, A. sagittiformis, y solo uno de la especie asiática. La longitud del fósil es de hasta 2,5 centímetros. La cabeza contiene dos tentáculos cortes, y el tórax, que no se encuentra segmentado, tiene un par de aletas y una cola aplanada. El aparato digestivo va desde la cabeza hasta casi la cola.
Fue descrito por primera vez por el paleontólogo Charles Doolittle Walcott. A Walcott le pareció observar tres espinas bucales en los fósiles, por lo que los clasificó en un primer momento dentro de los quetognatos. Del mismo modo, como Amiskwia no tenía las típicas espinas y dientes de otros fósiles del esquisto de Burgess, los científicos sugirieron que probablemente deberían pertenecer a los nemertinos. Conway Morris, que llevó a cabo una revisión de la fauna del esquisto de Burgess durante la década de 1970, describió a este animal como la única especie conocido a un filo desconocido, ya que contiene dos tentáculos cerca de la boca, en lugar del tentáculo único que suelen poseer los nemertinos. La interpretación más reciente, basada en todo el material fósil disponible, es que el organismo era un grupo total de Gnathifera; su afinidad precisa dentro de este grupo es difícil de resolver, pero si cae en el linaje de cualquier filo existente, entonces sería un quetognato o un gnatostomúlido.
No es un animal muy común en el esquisto de Burgess. Este hecho, junto con la presencia de aletas y cola, sugiere que el animal se trataba de un nadador que quedó atrapado por accidente en los espesas corrientes sedimentarias que formaron los depósitos de Burgess.